# Kamar de los Reyes

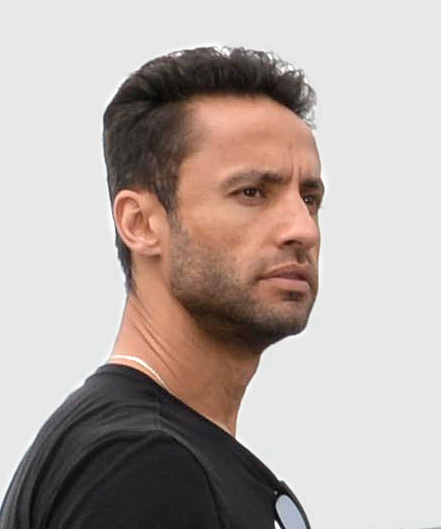
Kamar de los Reyes, 2014

Kamar de los Reyes (* 8. November 1967 in San Juan, Puerto Rico; † 24. Dezember 2023 in Los Angeles, Kalifornien) war ein Puerto-ricanischer Schauspieler.

## Leben und Wirken
Kamar de los Reyes war der jüngste von drei Söhnen des aus Kuba stammenden Musikers und Schlagzeugers Walfredo Reyes und der aus Puerto Rico stammenden Matilde Pages. Seine Kindheit verbrachte er zunächst auf Kuba. Anfang der 1970er-Jahre zog die Familie dann in die USA und ließ sich in Las Vegas nieder.
Nach seinem High-School-Abschluss im Jahr 1985 zog er nach Los Angeles und absolvierte dann dort an einer Schauspielschule seine professionelle Schauspielausbildung. Von 1988 bis 2023 wirkte er als Schauspieler vor der Kamera in mehr als 60 Film-und-Fernsehproduktionen mit, darunter auch in zahlreichen Fernsehserien wie beispielsweise Liebe, Lüge, Leidenschaft, Emergency Room, Law & Order oder in CSI: Miami. Er wirkte als Bühnendarsteller in mehreren Theaterstücken mit, so unter anderem auch am Broadway. Zudem war er als Drehbuchautor tätig und als Synchronsprecher für Computerspiele aktiv, wie beispielsweise im Jahr 2012 für Call of Duty: Black Ops II.
In der deutschen Synchronfassung hatte er keinen Stammsprecher und wurde unter anderem von Dennis Schmidt-Foß, Thomas Nero Wolff oder Stefan Fredrich gesprochen.
Kamar de los Reyes hatte aus seiner ersten Ehe einen Sohn. In zweiter Ehe war er ab dem 19. Mai 2007 mit der US-amerikanischen Schauspielerin Sherri Saum verheiratet. Aus dieser Ehe gingen Zwillingssöhne (* Mai 2014) hervor. Er starb am 24. Dezember 2023 im Alter von 56 Jahren an den Folgen einer Krebserkrankung.

## Filmografie (Auswahl)
- 1995: Emergency Room – Die Notaufnahme (Fernsehserie, 3 Folgen)
- 1995: Nixon
- 1995–2009: Liebe, Lüge, Leidenschaft (Fernsehserie)
- 1996: New York Undercover (Fernsehserie, 2 Folgen)
- 1998: Ein Wink des Himmels (Fernsehserie, 4 Folgen)
- 1999: Allein gegen die Zukunft (Fernsehserie, 1 Folge)
- 2000: The Cell
- 2005: Law & Order (Fernsehserie, 1 Folge)
- 2009: CSI: Miami (Fernsehserie, 1 Folge)
- 2009: Criminal Intent – Verbrechen im Visier (Fernsehserie, 2 Folgen)
- 2011: The Mentalist (Fernsehserie, 1 Folge)
- 2013: Blue Bloods – Crime Scene New York (Fernsehserie, 2 Folgen)
- 2014: Major Crimes (Fernsehserie, 1 Folge)
- 2015: Castle (Fernsehserie, 1 Folge)
- 2015: Apokalypse Los Angeles
- 2016: Shooter (Fernsehserie, 1 Folge)
- 2016: Kingdom (Fernsehserie, 1 Folge)
- 2017: Sleepy Hollow (Fernsehserie, 13 Folgen)
- 2018: MacGyver (Fernsehserie, 1 Folge)
- 2019: The Passage (Fernsehserie, 3 Folgen)
- 2021: The Rookie (Fernsehserie, 5 Folgen)
- 2025: Daredevil: Born Again (Fernsehserie, 5 Folgen)